# Botfalu község
Botfalu község (románul: Comuna Bod) község Brassó megyében, Romániában. Központja Botfalu, hozzá tartozik Botfalusi Cukorgyártelep.

## Népessége
A 2011-es népszámlálás adatai alapján a község népessége 3994 fő volt.